# ایریک (روسیه)
ایریک (به لاتین: Irik) یک منطقهٔ مسکونی در روسیه است که در باشقیرستان واقع شده‌است.